# Rôle-titre
Le rôle-titre — les arts de la scène, au cinéma ou toute autre œuvre audiovisuelle — est le rôle qui donne son titre à une pièce de théâtre, un opéra, un ballet, un film, etc., par exemple dans l'opéra Aida, le ballet Giselle, le film Michael Collins, la pièce Le Malade imaginaire ou la pièce Othello.
La personne qui a ce rôle est souvent décrit comme « ayant le rôle-titre ».
Dans la littérature, on parlerait plutôt de « personnage-titre » ou de « personnage du titre », cas particulier du personnage principal lorsqu'il s'avère être cité dans le titre de l'œuvre littéraire.

## Distinctions du terme

### Personnage éponyme
L'interprète exécutant le rôle-titre n'est pas toujours le personnage principal, et le rôle-titre peut être ou ne pas être le protagoniste. Dans la mini-série télévisée Shogun par exemple, Toshirō Mifune a le rôle-titre, mais le rôle principal est joué par Richard Chamberlain. De même, dans le film de James Bond L'Homme au pistolet d'or, le titre désigne Francisco Scaramanga le principal antagoniste du héros Bond, et non celui-ci. 

### Le «rôle-titre» ou plus généralement le «personnage du titre»
Le personnage du titre dans une œuvre est celui auquel le titre se réfère, comme Le Docteur dans la série télévisée Doctor Who, Harry Potter dans la série de romans et de films portant ce nom, Roméo et Juliette dans la pièce de Shakespeare ou Annie Oakley dans la comédie musicale Annie du Far West.
Le personnage du titre n'a pas besoin d'être fictif, il peut s'agir d'une personne réelle comme Erin Brockovich dans le film homonyme ou Thomas More dans la pièce Un homme pour toutes les saisons de Robert Bolt.
Le personnage du titre n'a pas besoin non plus d'être explicitement nommé dans le titre, mais le titre peut s'y référer par un mot ou une expression, comme Bilbon Sacquet (Bilbo Baggins en anglais) dans The Hobbit ou Idi Amin Dada dans Le Dernier Roi d'Écosse. Un personnage de titre peut aussi être indirectement décrit dans le titre, comme dans la pièce Un mari idéal d'Oscar Wilde, où le « mari idéal » (le rôle-titre) est l'apparemment parfait Sir Robert Chiltern.
Le personnage du titre ne doit pas nécessairement être l'objet de la totalité du titre au sens strictement grammatical : l'oncle Tom est le personnage du titre du roman La Case de l'oncle Tom ou du téléfilm La Case de l'oncle Tom et Lee Marvin est souvent crédité comme jouant le rôle-titre du film L'Homme qui tua Liberty Valance, car son personnage (Liberty Valance) est cité dans le titre, alors que l'objet de ce titre est la personne (en l'occurrence l'homme) qui le tue.
Le personnage du titre peut enfin être le principal antagoniste, par exemple Sauron dans le roman Le Seigneur des Anneaux ou Dracula dans le roman Dracula. Dans le roman Le Magicien d'Oz, le magicien est le personnage du titre, mais Dorothy Gale est le personnage principal du roman ; de la même façon, dans la série de jeux vidéos The Legend of Zelda, la princesse Zelda est la demoiselle en détresse, et non le personnage principal qui est Link.
Le personnage du titre peut aussi ne pas apparaître du tout, comme : l'Arlésienne dans la nouvelle L'Arlésienne d'Alphonse Daudet ; Godot dans la pièce En attendant Godot ; Jason Bourne dans le film The Bourne Legacy. Naturellement, dans ce cas, il n'y a pas de rôle-titre, le personnage du titre n'ayant pas à être incarné par un acteur.